# Sezon snookerowy 2000/2001
Poniższa lista obejmuje najważniejsze wydarzenia w snookerze w sezonie 2000/2001.
| Data                              | Turniej                                  | Miejsce rozgrywek    | Zwycięzca         | Drugie miejsce    | Wynik |
| --------------------------------- | ---------------------------------------- | -------------------- | ----------------- | ----------------- | ----- |
| 26 sierpnia – 3 września          | Champions Cup                            | Brighton (Anglia)    | Ronnie O’Sullivan | Mark J. Williams  | 7-5   |
| 1 października – 8 października   | British Open                             | Plymouth (Anglia)    | Peter Ebdon       | Jimmy White       | 9-6   |
| 13 października – 22 października | Grand Prix                               | Telford (Anglia)     | Mark J. Williams  | Ronnie O’Sullivan | 9-5   |
| 24 października – 29 października | Regal Scottish Masters                   | Motherwell (Szkocja) | Ronnie O’Sullivan | Stephen Hendry    | 9-6   |
| 5 listopada – 16 listopada        | Benson and Hedges Championship           | Anglia               | Shaun Murphy      | Stuart Bingham    | 9-7   |
| 18 listopada – 3 grudnia          | UK Championship                          | Bournemouth (Anglia) | John Higgins      | Mark J. Williams  | 10-4  |
| 9 grudnia – 17 grudnia            | China Open                               | Shenzhen (Chiny)     | Ronnie O’Sullivan | Mark J. Williams  | 9-3   |
| 13 grudnia – 21 stycznia          | Puchar Narodów                           | Reading (Anglia)     | SZKOCJA           | IRLANDIA          | 6-2   |
| 24 stycznia – 28 stycznia         | Regal Welsh Open                         | Cardiff (Walia)      | Ken Doherty       | Paul Hunter       | 9-2   |
| 4 lutego – 11 lutego              | Benson and Hedges Masters                | Wembley (Anglia)     | Paul Hunter       | Fergal O’Brien    | 10-9  |
| 21 lutego – 25 lutego             | Rothmans Malta Grand Prix                | Portomaso (Malta)    | Stephen Hendry    | Mark J. Williams  | 7-1   |
| 11 marca – 17 marca               | Blue Eagle/Thai Airways Thailand Masters | Bangkok (Tajlandia)  | Ken Doherty       | Stephen Hendry    | 9-3   |
| 27 marca – 1 kwietnia             | Citywest Irish Masters                   | Dublin (Irlandia)    | Ronnie O’Sullivan | Stephen Hendry    | 9-8   |
| 8 kwietnia – 15 kwietnia          | Regal Scottish Open                      | Aberdeen (Szkocja)   | Peter Ebdon       | Ken Doherty       | 9-7   |
| 21 kwietnia – 7 maja              | Mistrzostwa świata                       | Sheffield (Anglia)   | Ronnie O’Sullivan | John Higgins      | 18-14 |
| Cały sezon                        | Premier League                           | Inverness (Szkocja)  | Ronnie O’Sullivan | John Higgins      | 9-7   |